# Сон Санхён (юрист)
Сон Санхён (кор. 송상현, общепринятая латинская транскрипция — Song Sang-hyeon; род. 21 декабря 1941 в Кёнгидо, Япония, ныне Республика Корея) — южнокорейский юрист и профессор права; председатель Международного уголовного суда в 2009 — 2015 годах.
В 1963 году он окончил юридический факультет Сеульского национального университета, получив степень бакалавра права. В 1968 году в качестве стипендиата программы Фулбрайта проходил обучение в школе права Тулейнского университета в США. Затем в 1969 году получил Диплом по сравнительному правоведению Кембриджского университета, а в 1970 году степень доктора права в Корнеллском университете.
В 1964 году был принят в Корейскую коллегию адвокатов. В период с 1964-1967 годы работал в Военной прокуратуре Кореи, имеет звание капитана Корейских вооруженных сил. С 1970-1972 годы адвокат в адвокатской конторе «Хайт, Гарднер, Пур и Хэвенс», Нью-Йорк.
С 1972 года преподаёт право на юридическом факультете Сеульского национального университета. Являлся приглашённым профессором на юридических факультетах Мельбрунского университета, Колумбийского университета, Нью-йоркского университета, Веллингтонского университета, Вашингтонского университета, Флоридского университета и Гарвардской школы права, где читал лекции по основам корейской правовой системы. Является признанным специалистом в сфере уголовного судопроизводства, уголовного и гражданского процессов и теории судебного доказывания.
В 2003 году он был избран судьёй сроком на три года в первый состав судей Международного уголовного суда от региональной группы Азиатских государств. Вступил в должность 11 марта 2003 года, назначен в Апелляционное отделение. В 2006 году переизбран на полный срок (девять лет; до 2015 года). До 11 марта 2015 года являлся Председателем Международного уголовного суда, на этом посту его сменила аргентинка Сильвия Фернандес де Гурменди.

## Публикации
- Корейское гражданско-процессуальное право (пересмотренное издание) (на корейском языке) (Seoul: Pakyoungsa, 2002).
- Корейское право в глобальной экономике (Seoul: Pakyoungsa, 1996).
- Введение в право и экономику (на корейском языке) (Seoul: Kyungmunsa, 1983).
- Введение в право и правовую систему Кореи (на английском языке) (Seoul: Kyungmunsa, 1983).